# Acrotritia
Acrotritia är ett släkte av kvalster. Acrotritia ingår i familjen Euphthiracaridae.

## Dottertaxa tillAcrotritia, i alfabetisk ordning[1]
- Acrotritia aokii
- Acrotritia ardua
- Acrotritia bacula
- Acrotritia bipartita
- Acrotritia brasiliana
- Acrotritia clavata
- Acrotritia closteros
- Acrotritia corletti
- Acrotritia curticephala
- Acrotritia diaphoros
- Acrotritia dikra
- Acrotritia dinota
- Acrotritia divida
- Acrotritia dixa
- Acrotritia duplicata
- Acrotritia ejuncida
- Acrotritia furcata
- Acrotritia gracile
- Acrotritia granulata
- Acrotritia hallasanensis
- Acrotritia hyeroglyphica
- Acrotritia ischnos
- Acrotritia koreensis
- Acrotritia lentula
- Acrotritia loricata
- Acrotritia meristos
- Acrotritia monodactyla
- Acrotritia munita
- Acrotritia ornata
- Acrotritia otaheitensis
- Acrotritia parallelos
- Acrotritia parareticulata
- Acrotritia peruensis
- Acrotritia pirovaci
- Acrotritia refracta
- Acrotritia reticulata
- Acrotritia rustica
- Acrotritia scotti
- Acrotritia simile
- Acrotritia sinensis
- Acrotritia sterigma
- Acrotritia wallworki
- Acrotritia vestita